# مقاطعة فيرفيلد (كارولاينا الجنوبية)
مقاطعة فيرفيلد هي مقاطعة في كارولاينا الجنوبية، بلغ عدد سكانها 23٬956  نسمة، في 2010، عاصمتها وينسبورو، تبلغ مساحتها 1٬839 كيلومتر مربع.

## الموقع
تشترك في الحدود مع:
- مقاطعة تشيستر (كارولينا الجنوبية).

## التقسيمات الإدارية
- وينسبورو.